# سازند سورمه
سازند سورمه یکی از سازندهای زمین‌شناسی گروه خامی در زاگرس با سن ژوراسیک است. این سازند در محل بُرش الگوی خود در کوه سورمه (۱۲۰ کیلومتری جنوب باختری شیراز)، با ۷۶۲ متر ضخامت، شامل سنگ آهک دولومیتی و دولومیت است که یک بخش از سنگ‌آهک رسی نازک‌لایه و با مقاومت ضعیف، در قسمت میانی دارد.
سازند سورمه در استان فارس، شمال خوزستان و شمال شرق لرستان گسترش داشته است و بهترین برونزد آن در استان فارس است. از نفت و گاز این سازندها در میدان‌های سرو (جزیره قشم) و کوه مند برداشت می‌شود.
سازند سورمه هم‌ارز سازند عرب در عربستان و دیگر کشورهای عربی است که مخازن بسیار عظیم نفت را در خود دارد.